# 武岡衡陽戰鬥
武岡衡陽戰鬥為1916年護國戰爭中的一場戰役，發生在湖南武岡及衡陽一帶，由袁世凱領導的帝國北洋軍行進討伐響應護國旗號而宣布獨立的湖南。最終帝國北洋軍的慘敗導致湖南成功獨立，迫使袁世凱宣布取消稱帝及下臺。